# Deinostigma minutihamata
Deinostigma minutihamata là một loài thực vật có hoa trong họ Tai voi (Gesneriaceae).
Loài này được D.Wood mô tả khoa học đầu tiên năm 1972 dưới danh pháp Chirita minutihamata. Năm 2011, Weber et al. chuyển nó sang chi Primulina với danh pháp Primulina minutihamata. Năm 2016, Möller et al. chuyển nó sang chi Deinostigma.
Loài này sinh sống trong khu vực Tây Nguyên của Việt Nam (tỉnh Kon Tum).